# Retrato de Oswolt Krel
El Retrato de Oswolt Krel es un óleo sobre tabla de 50 x 39 cm de Alberto Durero, datado en 1499 y conservado en la Alte Pinakothek de Múnich. Forma un tríptico con dos puertas laterales menores con dos Hombres salvajes con los escudos de Oswolt y Ágata Krel, de 49 x 16 cm cada uno.

## Historia
La obra marca la culminación de la retratística de Durero de la alta sociedad de Núremberg con el cambio de siglo. Oswolt Krel (1460-1534) era el representante en Núremberg de una importante empresa comercial de Ravensburg y llegaría a ser alcalde de Lindau, su localidad natal. Fue un personaje inquieto y temerario (algunos han leído también signos de desequilibrio psíquico en su retrato), que llegó a ser encarcelado un mes, por haberse burlado duramente de un notable de la ciudad.

## Descripción y estilo
Ante una pieza de tela rojo intenso, donde se encuentra impreso el nombre del retratado y la fecha del retrato en letras doradas, destaca la media figura de Oswolt Krel de treinta y nueve años, vestido aristocráticamente con una casaca negra abierta bajo la cual se aprecia la camisa blanca de curioso escote muy bajo y un cordón con elementos dorados colgando del cuello, acompañado de un amplio manto ribeteado de piel, todo según la moda cortesana del momento en Alemania. La mano derecha está apoyada en un parapeto no visible, según la iconografía desarrollada en Flandes, y lleva un anillo en el meñique, mientras otro se encuentra en el índice de la izquierda, aferrada ansiosamente a la tira de piel. La mirada y la postura parecen traslucir la arrogancia y burla del sujeto, con los rasgos marcados del rostro, enmarcado por una espesa melena corta ondulada. La mirada seria y aguda parece acentuarse agresivamente en el rojo vivo del fondo.
A la izquierda el encuadre se abre a un paisaje lejano con un riachuelo, a partir de entonces cada vez más raro en los retratos durerianos. Las ramas de los árboles altos parecen más figuras esquemáticas que una descripción naturalista, y no tienen ciertamente la riqueza y la exactitud que presentan los paisajes a la acuarela realizados por Durero en los años posteriores a su vuelta de Italia.

Las dos puertas laterales, que originariamente se cerraban sobre la tabla, se reconocieron como tales en 1907 por Braune, que había encontrado rastros de ellas en los inventarios de los príncipes Öttingen-Wallerstein. Muestran las insignias heráldicas de Oswolt Krel y las de su esposa, nacida Esendorf. Sobre un fondo negro, los escudos heráldicos son sostenidos por dos hombres salvajes, armados con garrotes y colocados bajo un entrelazado de ramas de gusto tardogótico, que da a las escena una atmósfera de cuento de hadas. La opción de los Homini selvatici, tan inusual, tal vez esté relacionada con la personalidad impetuosa de Krel y quizás se refiera también al tema heráldico del escudo en la puerta izquierda.

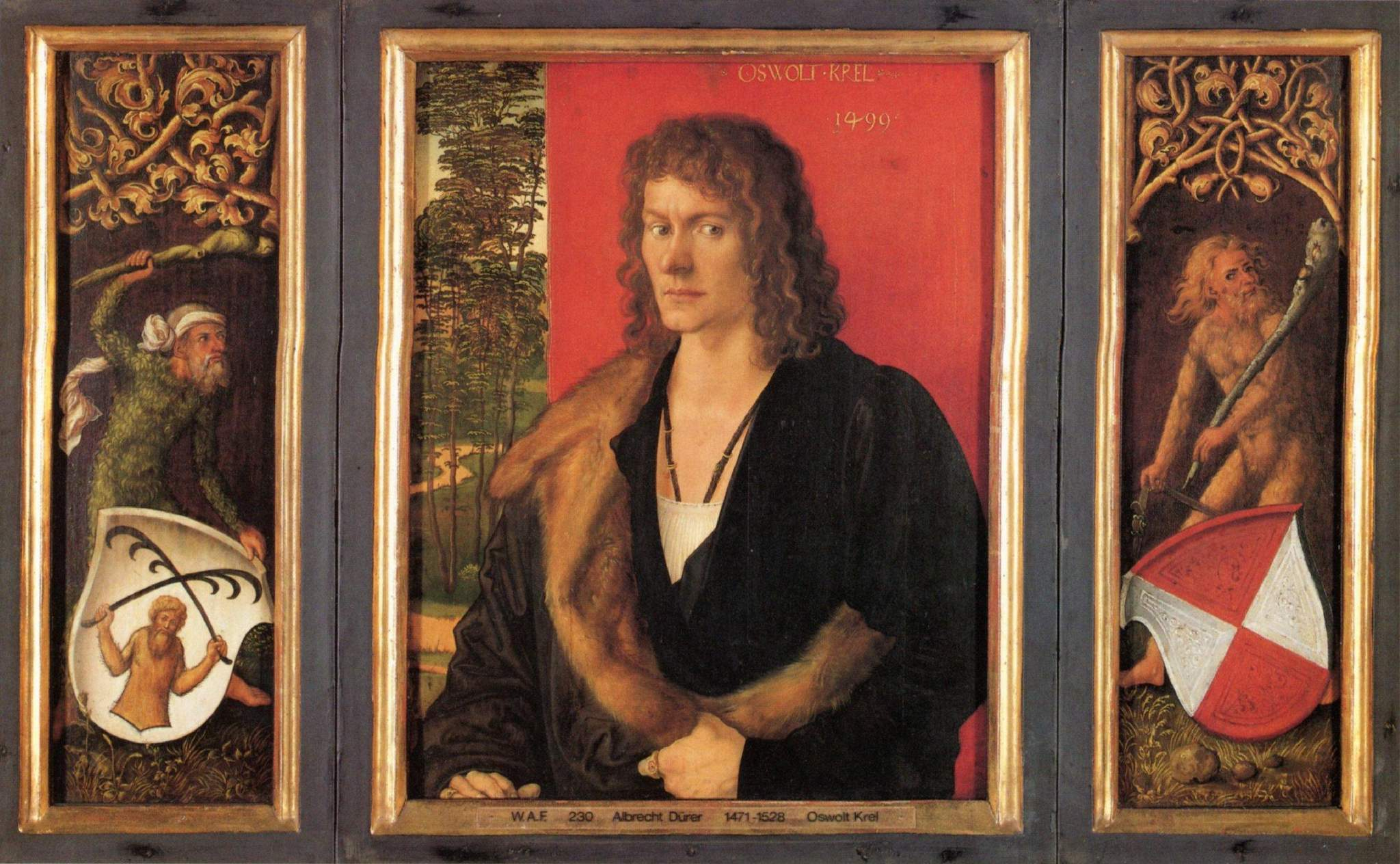
El tríptico.
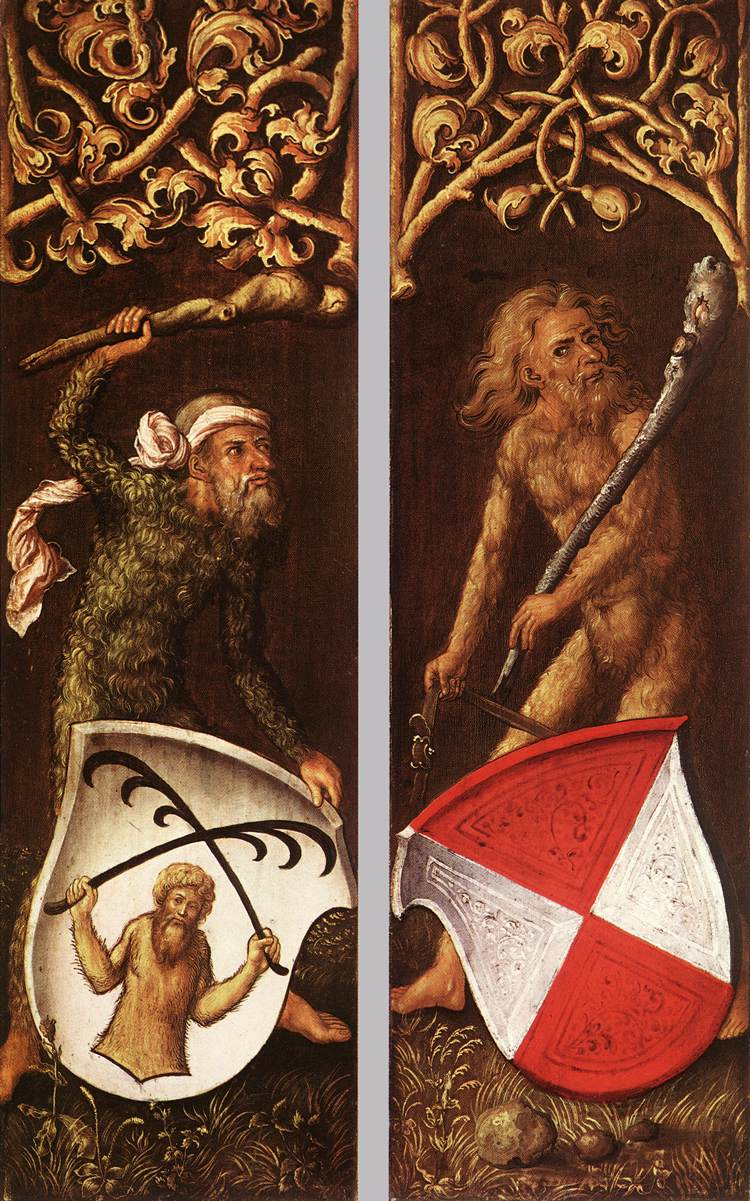
Las dos puertas laterales, como se veía el tríptico cerrado originalmente.

## A posteriori
- En 1967 Fernando Botero elaboró a su estilo un cuadro representando a Oswolt Krel.[1]